# شورش چنار
شورش چنار لاهالا یا چنار که مارو ماراکال سامارام نیز نامیده می‌شود،  به مبارزه زنان کوهنورد نادار در پادشاهی تراوانکور هند از سال ۱۸۱۳ تا ۱۸۵۹ برای حق پوشیدن لباس‌های بالاتنه که سینه‌هایشان را می‌پوشاند گفته می‌شود.

## پیش‌زمینه
در قرن نوزدهم در تراوانکور، برهنه کردن قفسه سینه برای افراد دارای موقعیت بالاتر، نشانه احترام از سوی مردان و زنان تلقی می‌شد.   بنابراین، کاست‌های پایین‌تر، مانند کوه‌نوردان نادار و اژاواس، باید سینه‌های خود را در حضور اعضای کاست بالاتر نیر برهنه می‌کردند، که به نوبه خود آن‌ها هم مجبور به انجام این کار در حضور برهمن‌های نامبودیری با رتبه‌های بالاتر بودند. برهمن‌ها که در اوج سیستم رتبه‌بندی آیین هندو معروف به وارنا بودند، سینه‌های خود را فقط در حضور یک خدا برهنه می‌کردند. 
زنان طبقه بالاتر سینه‌ها و شانه‌های خود را با تکه‌ای پارچه بالا می‌پوشانند، مگر در حضور افراد جامعه‌ای با رتبه‌های بالاتر  در حالی که زنان کوهنورد نادار اجازه نداشتند سینه‌های خود را از زنان کرالا، برای نشان دادن جایگاه پایین‌تر بپوشانند. تعداد زیادی از کوهنوردان نادار که از موقعیت اجتماعی خود ناراحت بودند، مسیحیت را پذیرفتند،  و شروع به پوشیدن «پارچه‌های بلند» کردند، که با سیستم اعتقادی جدیدشان که حقوق برابر را برای همه مردان (و زنان) ارائه می‌کرد، سازگار بود. هنگامی که بسیاری از نادارها به مسیحیت روی آوردند، بسیاری از زنان نادار شروع به پوشاندن سینه خود کردند. 

## ۱۸۱۳–۱۸۲۹
زنان نادار برای پوشاندن سینه‌های خود کمپینی موفق را راه‌اندازی کردند. در سال ۱۸۱۳، سرهنگ جان مونرو، دیوان بریتانیایی در دربار تراوانکور، دستوری صادر کرد که به زنانی که به مسیحیت گرویده‌اند اجازه می‌داد تا لباس‌های بالاتنه را بپوشند. زمانی که پیندکارها، اعضای شورای راجا، از این موضوع شکایت کردند، این دستور لغو شد و استدلال کردند که این حق، تفاوت‌های طبقاتی را از بین می‌برد و منجر به «آلودگی» گسترده در ایالت می‌شود. زنان نادار از پوشیدن شارف نایر منع شدند و در عوض مجاز به پوشیدن کوپایام، نوعی ژاکت بودند که مسیحیان سوری، شوناگاها و مپیلاس‌ها می‌پوشیدند.   زنان نادار از این موضوع راضی نبودند و به مبارزه برای حق پوشیدن لباس بالا «مانند هر زن دیگری در طبقات بالاتر»  ادامه دادند. این امر منجر به افزایش خشونت در دهه ۱۸۲۰ علیه زنان نادار و همچنین آتش زدن مدارس و کلیساها شد. در سال ۱۸۲۸، دولت تراوانکور بار دیگر پوشیدن لباس‌های سینه به سبک نایر را برای زنان نادار ممنوع کرد، اما پوشیدن ژاکت را مجاز دانست.  در سال ۱۸۲۹، ملکه تراوانکور اعلامیه دیگری صادر کرد که حق زنان نادار را برای پوشیدن لباس‌های بالا رد می‌کرد. 

## اعلامیه ۱۸۵۹
در سال ۱۸۵۸، خشونت‌های جدیدی در چندین مکان در تراوانکور رخ داد. در ۲۶ ژوئیه ۱۸۵۹، تحت فشار چارلز ترولیان، فرماندار مدرس، پادشاه تراوانکور اعلامیه‌ای صادر کرد که در آن حق همه زنان نادار برای پوشاندن سینه‌های خود، یا با پوشیدن ژاکت‌هایی مانند نادارهای مسیحی، یا بستن پارچه‌های درشت مانند Mukkavattigal (زنان ماهیگیر) رسمی و قانونی اعلام شد.    با این حال آنها هنوز هم اجازه نداشتند سینه‌های خود را به سبک زنان طبقه بالاتر نیر بپوشانند.  این راه حل برای مبلغان مسیحی که همه زن و مرد را برابر می‌دانستند، رضایت بخش نبود. زنان نادار همچنان محدودیت‌ها را نادیده می‌گرفتند و یک سبک لباس بالاپوش را ایجاد کردند که شبیه زنان طبقه بالاتر هندو بود، اما این موضوع برخی از هندوها را آزار می‌داد.  این قانون تبعیض‌آمیز تا سال ۱۹۱۵–۱۹۱۶ اجرا می‌شد و از سوی بسیاری حمایت می‌شد.

## آزادی بیشتر
پس از شورش، جزوه‌هایی منتشر شد که ادعاهای مربوط به وضعیت کشاتریای نادارها را مطرح می‌کرد. اعضای این کاست مدعی حق پوشیدن نخ مقدس و سوار شدن بر پالانک در مراسم عروسی بودند. تا سال ۱۸۹۱ حداقل ۲۴۰۰۰ نادار کاست خود را به عنوان کشاتریا به سرشماری ارائه کرده بودند. 
CBSE در دسامبر ۲۰۱۶ بخشنامه ای را به تمام ۱۹۰۰۰ مدرسه زیرمجموعه خود صادر کرد و از آن‌ها خواست که بخشی از «تعارض طبقاتی و تغییر لباس» که شامل مصوبات مربوط به زمان شورش چنار بود از برنامه درسی حذف شود. این بخشنامه از ابتدای ۲۰۱۷ اجرایی شده‌است.